# Текдемир, Махмут
Махмут Текдемир (тур. Mahmut Tekdemir) — турецкий футболист, играющий на позиции опорного полузащитника. Ныне выступает за турецкий клуб «Истанбул Башакшехир».

## Клубная карьера
В 2006 году Махмут Текдемир подписал свой первый профессиональный контракт со стамбульским клубом «Истанбул Башакшехир». 13 января 2008 года он дебютировал в турецкой Суперлиге, выйдя на замену в конце гостевого поединка против «Фенербахче». 16 марта 2013 года Махмут забил свой первый гол на высшем уровне, доведя счёт до разгромного в домашней игре с командой «Мерсин Идманюрду».

## Достижения
«Истанбул Башакшехир»
- Финалист Кубка Турции: 2010/11
- Победитель Первой лиги Турции: 2013/14
- Победитель Чемпионата Турции: 2019/20